# Sadasivania girisa
Sadasivania girisa är en svampart som beskrevs av Subram. 1957. Sadasivania girisa ingår i släktet Sadasivania, divisionen sporsäcksvampar och riket svampar.   Inga underarter finns listade i Catalogue of Life.